# Orosirien
Stratigraphie
Rhyacien Stathérien
Paléogéographie et climat
Faune et flore
Sur l'échelle des temps géologiques, l'Orosirien est une période géologique intermédiaire de l'ère du Paléoprotérozoïque qui s'étend de -2 050 à -1 800 Ma.

## Étymologie
orosira signifie « chaîne de montagne » en grec ancien car cette période est marquée par une importante orogenèse.

## Évènements majeurs
La seconde moitié de cette période est marquée par une intense orogenèse sur l'ensemble des terres émergées. Par ailleurs, l'atmosphère s'enrichit considérablement en oxygène du fait de la photosynthèse des cyanobactéries. Cela a permis l'apparition des premiers eucaryotes macroscopiques, apparition restée sans lendemain en raison de la baisse ultérieure du taux d'oxygène et, peut-être, des impacts de Vredefort et de Sudbury. C'est seulement un milliard d'années plus tard, à l'Édiacarien que cela se reproduira (et nous en sommes les suites).
Au moins deux impacts majeurs se sont produits pendant l'Orosirien. Le premier, survenu aux alentours de -2 023 Ma, a produit le Dôme de Vredefort. Un second impact, survenu vers -1 850 Ma, est à l'origine de la structure du bassin de Sudbury.